# Lothar Christian Munder
Lothar Christian Munder (São Paulo, 21 de julho de 1962) é um ex-esquiador alpino brasileiro. Ele competiu nos Jogos Olímpicos de Inverno de 1992 e nos Jogos Olímpicos de Inverno de 1994. Nesta sua última participação, em sua única prova, a descida livre (ou downhill) do esqui alpino, ele ficou em 50º lugar, o último dentre os que concluíram a prova.